# Héctor López (bokser)
Héctor López (ur. 1 lutego 1967 w Meksyku, zm. 24 października 2011 tamże) – meksykański bokser kategorii koguciej, lekkopółśredniej. Był srebrnym medalistą letnich igrzysk olimpijskich w Los Angeles w kategorii koguciej.

## Kariera zawodowa
Pierwszą walkę zawodową stoczył w kategorii lekkopółśredniej 1 stycznia 1985 roku w Meksyku z Roberto Solisem. Walkę wygrał na punkty po sześciorundowym pojedynku. Wygrał także kolejne 9 walk. Pierwszej porażki doznał 15 sierpnia 1986 z Georgie Navarro. Po porażce wygrał kolejne 15 walk. Ostatnią walkę w karierze stoczył i wygrał 28 lipca 2000 z Jerrym Rosenbergiem.